# Turcomenistão nos Jogos Olímpicos de Verão da Juventude de 2010
O Turcomenistão participou dos Jogos Olímpicos de Verão da Juventude de 2010 em Cingapura. Sua delegação foi composta por cinco atletas que competiram em quatro esportes. O Turcomenistão conquistou sua primeira medalha olímpica como país independente, o bronze no boxe.

## Medalhistas
| Medalha | Nome              | Esporte | Evento                  | Data         |
| ------- | ----------------- | ------- | ----------------------- | ------------ |
| Bronze  | Nursähet Pazzyýew | Boxe    | Peso meio-médio (69 kg) | 24 de agosto |

## Boxe
| Atleta            | Evento                  | Preliminares | Semifinais                 | Disputa pelo bronze          | Pos. final        |
| ----------------- | ----------------------- | ------------ | -------------------------- | ---------------------------- | ----------------- |
| Nursähet Pazzyýew | Peso meio-médio (69 kg) | Sem oponente | UZB Ahmad Mamadjanov D 0-2 | KGZ Islomzhon Dalibaev V 7-0 | Medalha de bronze |

## Halterofilismo
| Evento              | Atleta                | Peso corporal (kg) | Arranque (kg) | Arranque (kg) | Arranque (kg) | Arranque (kg) | Arremesso (kg) | Arremesso (kg) | Arremesso (kg) | Arremesso (kg) | Total (kg) | Pos. final |
| Evento              | Atleta                | Peso corporal (kg) | 1             | 2             | 3             | Res.          | 1              | 2              | 3              | Res.           | Total (kg) | Pos. final |
| ------------------- | --------------------- | ------------------ | ------------- | ------------- | ------------- | ------------- | -------------- | -------------- | -------------- | -------------- | ---------- | ---------- |
| Até 62 kg masculino | Baýmyrat Orazdurdyýew | 61,17              | 96            | 101           | 105           | 101           | 121            | 126            | 126            | 121            | 222        | 9º         |
| Até 56 kg masculino | Ihtiýar Matkarimow    | 55,41              | 90            | 95            | 95            | 95            | 110            | 115            | 120            | 120            | 215        | 7º         |

## Judô
| Evento             | Atleta             | 1ª rodada                                       | 2ª rodada              | 2ª rodada repescagem         | Final repescagem B         | Disputa pelo bronze B | Pos. final |
| ------------------ | ------------------ | ----------------------------------------------- | ---------------------- | ---------------------------- | -------------------------- | --------------------- | ---------- |
| Até 52 kg feminino | Jennet Geldybaýeva | SVK Andrea Krisandova V 000 (ponto de ouro)-000 | PRK Un-Ru Ji D 000-020 | SIN Jing Fang Tang V 100-000 | NED Laura Prince D 010-011 | Não avançou           | --         |

| Evento         | Atleta                                                  | 1ª rodada    | 2ª rodada              | Semifinais              | Final                  | Pos. final       |
| -------------- | ------------------------------------------------------- | ------------ | ---------------------- | ----------------------- | ---------------------- | ---------------- |
| Equipes mistas | Jennet Geldybaýeva (como integrante da equipe Belgrado) | Sem oponente | ZZX Equipe Osaka V 4-4 | ZZX Equipe Tóquio V 5-3 | ZZX Equipe Essen D 1-6 | Medalha de prata |

## Natação
| Evento               | Atleta          | Qualificação | Qualificação | Semifinais  | Semifinais  | Final       | Final       |
| Evento               | Atleta          | Resultado    | Posição      | Resultado   | Posição     | Resultado   | Posição     |
| -------------------- | --------------- | ------------ | ------------ | ----------- | ----------- | ----------- | ----------- |
| 50 m livre feminino  | Jennet Saryýewa | 32.27        | 54º (5º q4)  | Não avançou | Não avançou | Não avançou | Não avançou |
| 100 m livre feminino | Jennet Saryýewa | 1:14.28      | 53º (7º q2)  | Não avançou | Não avançou | Não avançou | Não avançou |